# Klavdija Kutnar
Klavdija Kutnar (Liubliana, 23 de dezembro de 1980) é uma matemática eslovena. Obteve um doutorado em 2008 na Universidade de Primorska, onde é atualmente reitora, eleita em 2019.

## Publicações selecionadas
- H. H. Glover, K. Kutnar, A. Malnič and D. Marušič, Hamilton cycles in (2, odd, 3)-Cayley graphs, Proc. London Math. Soc., 104 (Issue 6) (2012), 1171-1197, doi:10.1112/plms/pdr042.
- K. Kutnar and D. Marušič, Hamilton paths and cycles in vertex-transitive graphs - current directions, Discrete Math. 309 (Issue 17) (2009), 5491–5500, doi:10.1016/j.disc.2009.02.017.
- K. Kutnar and D. Marušič, A complete classification of cubic symmetric graphs of girth 6, J. Combin. Theory Ser B 99 (Issue 1) (2009), 162–184, doi: 10.1016/j.jctb.2008.06.001.
- K. Kutnar and D. Marušič, Odd extensions of transitive groups via symmetric graphs – the cubic case, J. Combin. Theory, Ser. B 136 (2019) 170–192, doi.org/10.1016/j.jctb.2018.10.003.

## Apresentações selecionadas em conferências
- K. Kutnar, Plenary talk at the G2 conference 2016, Novosibirsk, Russia On colour-preserving automorphisms of Cayley graphs